# ハイファ空港

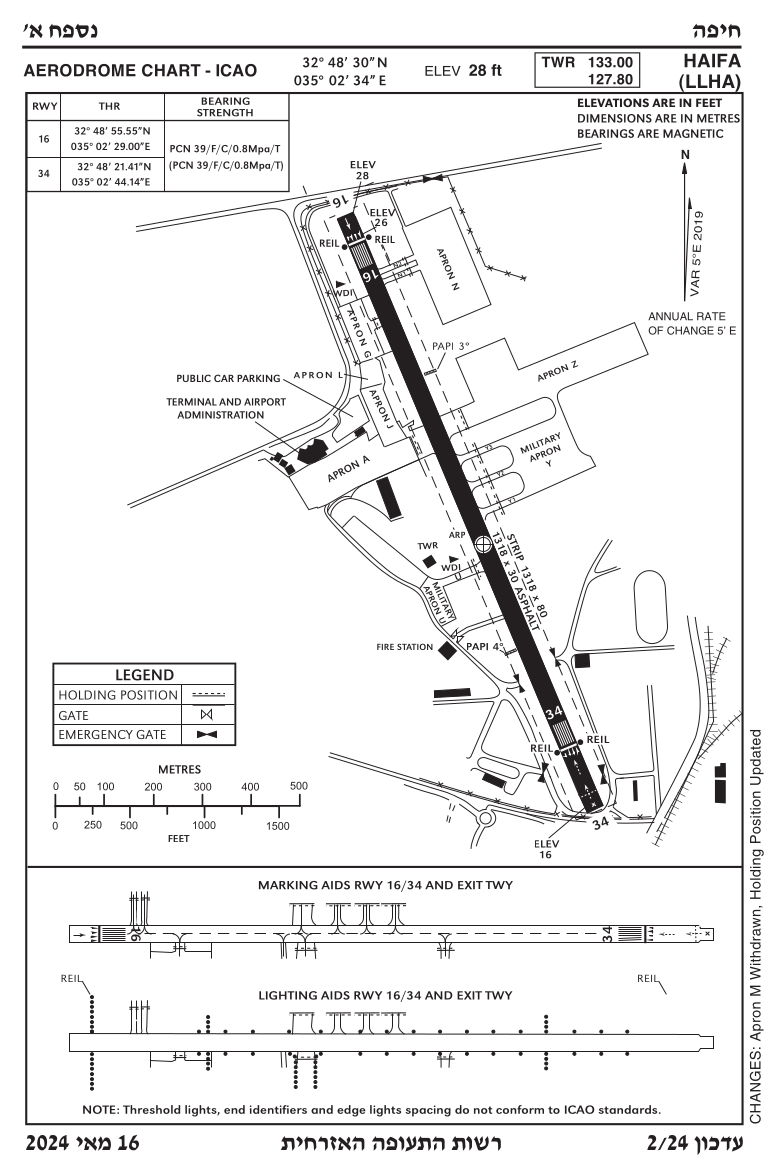
ハイファ空港の案内図

ハイファ空港（英語: Haifa Airport、ヘブライ語: נְמַל הַתְּעוּפָה חֵיפָה‎） は、イスラエル北部のハイファ地区ハイファに位置する空港である。IATAはHFA、ICAOはLLHAである。

## 概要
ハイファ空港はハイファ市の東部、キルヤト・モツキンとの中間のあたりの海岸近くに位置し、すぐ近くにハイファ港、イスラエル造船所がある。
就航路線の多くはエイラート空港、オブダ空港、スデ・ドブ空港への国内路線であるが、地中海のキプロス共和国への小規模な国際線も就航していた。2015年1月に資金問題によりキプロス航空は業務を停止したが、2016年2月18日からはタス・エアウェイズによるキプロス共和国ラルナカ国際空港への国際線が再開予定である。
また、現在常駐の飛行部隊は存在しないが、ハイファ空港にはイスラエル空軍の技術者養成学校が併設されており、イスラエル空軍の航空機もこの空港を使用している。
現在のハイファ空港の滑走路は長さ1,318mの短いものであるが、かつては3本の滑走路が運用されていた時代もあった。2010年代に現在の滑走路を延長し、1,634mとする計画も進められている。

## 歴史
ハイファ空港はイギリス委任統治領パレスチナの最初の国際空港として1934年に開設された。開港当時は民間空港ではなく、イギリス空軍と、イラクで油田開発を行っていたイギリスの石油会社"APSオイルカンパニー"が使用していた。1936年にはキプロスとベイルートへの民間の国際線が就航した。1938年にはパレスチナ・エアウェイズによるテルアビブのスデ・ドブ空港との間の国内線、イタリアとの国際線も就航した。
1940年になると第二次世界大戦の影響により民間航空路線は停止され、ハイファ空港は1948年までイギリス空軍の空軍基地として使用された。
1948年になるとキプロス航空の民間航空路線が再開され、1958年にはアルキア・イスラエル航空、1996年にはイズレール航空の国内路線が就航した。1998年にはヨルダン、エジプトとの路線も就航し、ターミナルが新しいものになった。1994年にはハイファ空港を本格的な国際空港として運用すべきであるとの意見が出され、2001年には国際空港化のための予算、8億NISが計上された。
イスラエル空港庁はハイファ空港の滑走路延長計画を、ハイファ港の拡張計画と合わせて実施する事を考えている。

## 就航路線
| 航空会社                 | 就航地                                         |
| ------------------------ | ---------------------------------------------- |
| アルキア・イスラエル航空 | エイラート, オブダ, スデ・ドブ                 |
| イズレール航空           | エイラート                                     |
| タス・エアウェイズ       | ラルナカ国際空港 （2016年2月18日より就航予定） |

## 画像

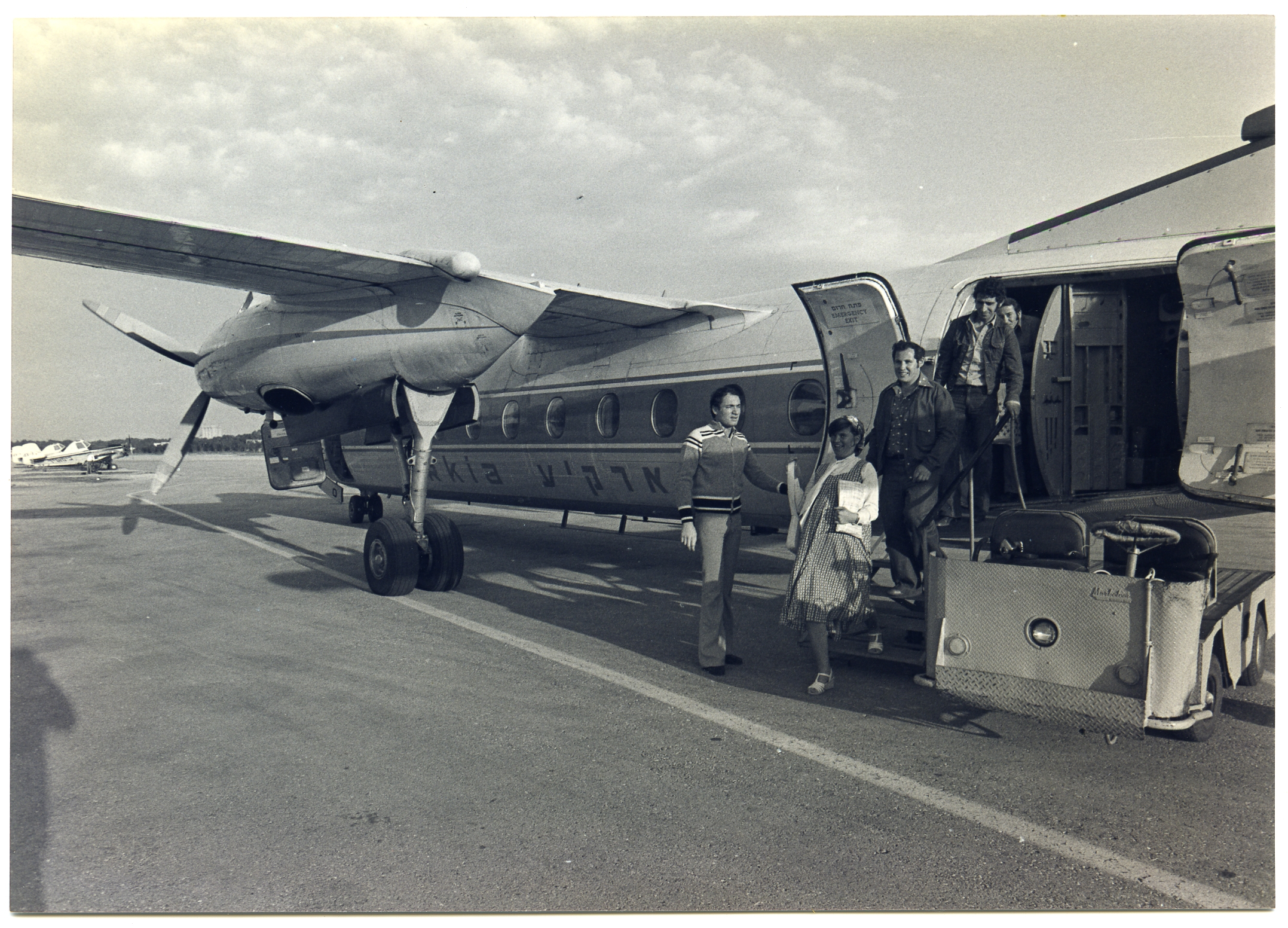
ハイファ空港に到着したアルキア・イスラエル航空のハンドレページ ヘラルド、1977年。
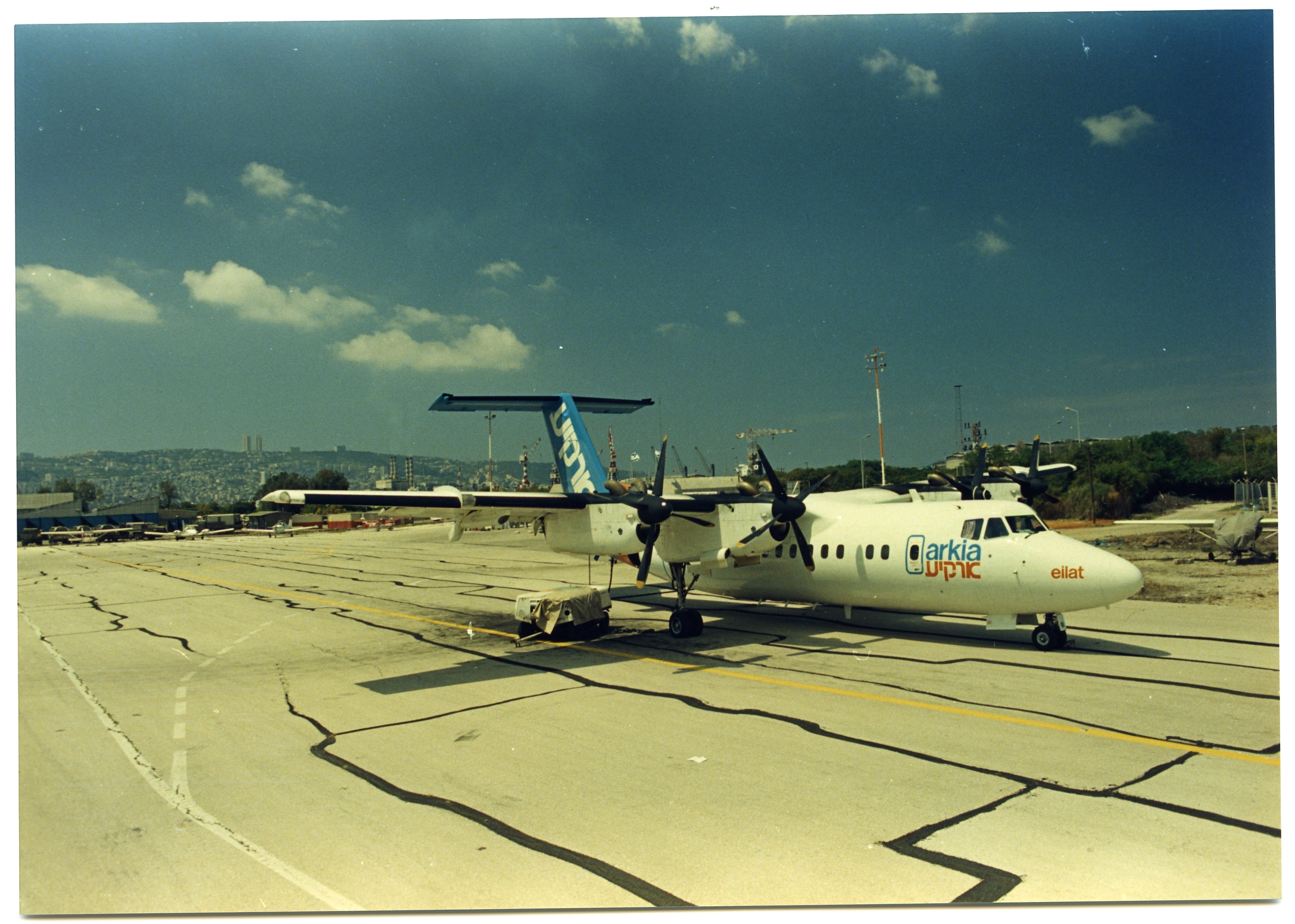
ハイファ空港に駐機するアルキア・イスラエル航空のDHC-7、1985年。